# Hugh Allan
Hugh Allan, O. Praem., (Hatfield, 3 de agosto de 1976) es un sacerdote católico del Reino Unido.
Se desempeña como Prefecto Apostólico de las Islas Malvinas desde octubre de 2016. También superior de la misión sui iuris de las islas Santa Elena, Ascensión y Tristán de Acuña en el océano Atlántico Sur. Fue nombrado por el cardenal Fernando Filoni para un período de cinco años.